# 661 Cloelia
Cloelia (asteroide 661) é um asteroide da cintura principal com um diâmetro de 48,05 quilómetros, a 2,9057455 UA. Possui uma excentricidade de 0,0366429 e um período orbital de 1 913,38 dias (5,24 anos).
Cloelia tem uma velocidade orbital média de 17,14974248 km/s e uma inclinação de 9,25742º.
Este asteroide foi descoberto em 22 de Fevereiro de 1908 por Joel Metcalf.